# 萨卡里亚省
薩卡里亞省（Sakarya ili）是土耳其北部黑海沿海的一個省。面積4,895平方公里。2007年人口756,168人。首府阿达帕扎勒。
下分13縣。土耳其第三大河流薩卡里亞河於本省的卡拉蘇入海。